# اسلام رضایف
اسلام تاپتیف اغلو رضایف (İslam Rzayev)، خواننده پرآوازه و مستعد و استاد عالی مکتب خوانندگان غره باغ (Khende) در ۱۱ نوامبر ۱۹۳۴ در روستای فیزولی در منطقه سیاردارلی آذربایجان متولد شد. او همراه با دیگر چهرهای مطرح موسیقی آذربایجانی تئاتر موقام را تأسیس و خود در مقام کارگردان هنری، آثار بسیاری را عرضه نمود. او در بیش از ۷۴ کشور دنیا برنامه اجراء نموده‌است. استاد رضایف در سال ۱۳۷۲ به همراه استاد هابیل علی اف و به دعوت وزارت ارشاد برای اجرای برنامه به ایران سفر کردند.
اسلام رضایف استاد عالی کنسرواتوار ملی آذربایجان بود و در دانشگاه فرهنگ و هنر آذربایجان نیز تدریس می‌نمود. او در ۲۶ ژانویه سال ۲۰۰۸ در سن ۷۳ سالگی از دنیا رفت.